# تهدئة مانشوكو
تهدئة مانشوكو هي حملة يابانية لإخماد العصيان خلال الحرب الصينية اليابانية الثانية لقمع أي مقاومة عسكرية في الدولة التابعة في مانشوكو من قبل الجيوش المتعددة المتطوعة المناهضة لليابان في مانشوريا ولاحقًا الجيش الشيوعي الموحد المناهض لليابان في الشمال الشرقي. نفذ العمليات جيش كوانتونغ الإمبراطوري الياباني والقوى المتحالفة معه من حكومة مانشوكو من مارس عام 1932 حتى عام 1942، وانتهت الحملة بانتصار ياباني.

## إحكام سيطرة اليابان
حدث أول تشكيل مبكر لمجموعات المقاتلين غير النظاميين المناهضة لليابان في مقاطعات لياونينغ وكيرين بسبب الأداء الهزيل لجيش فينغتين في الشهر الأول من الغزو الياباني لمانشوريا وبسبب النجاح الياباني السريع في إزالة واستبدال الحكومة الإقليمية في فينغتين وكيرين.
هربت الحكومة الإقليمية في مقاطعة لياونينغ إلى الغرب نحو شينشاو. بقي الحاكم زانغ شيي في موكدين ولكنه رفض التعاون مع اليابانيين في تأسيس حكومة متعاونة وانفصالية وسُجن نتيجةً لذلك. أصدر جيش كوانتونغ إعلانًا في 21 سبتمبر 1931 مُنصبًا العقيد كينجي دويهارا بصفته حاكمًا لموكدين، باشر كينجي بحكم المدينة بمساعدة لجنة الطوارئ المكونة بأغلبيتها من اليابانيين.
في الثالث والعشرين من سبتمبر عام 1931، دُعي الفريق شي كيا من جيش كيرين من قبل اليابانيين لتشكيل حكومة مؤقتة لمقاطعة كيرين. في كيرين، نجح اليابانيون باحتلال العاصمة دون إراقة للدماء. أصدر الجنرال كيا بيانًا في 30 سبتمبر معلنًا فيه استقلال المقاطعة عن جمهورية الصين تحت حماية الجيش الياباني.
في الرابع والعشرين من سبتمبر 1931، شُكلت حكومة إقليمية في فينغتين (الاسم الجديد لمقاطعة لياونينغ سابقًا) يحل فيها يوان شين هاي رئيسًا للجنة إحلال السلام والنظام.
في هاربين، دعى الجنرال شانغ شينغ هوي أيضًا لمؤتمر في السابع والعشرين من سبتمبر 1931 لمناقشة تشكيل لجنة طوارئ للمقاطعة الخاصة المُشكلة لتحقيق انفصال هاربين عن الصين. ومع ذلك، لم يستطع شانغ التصرف بفعالية لأن المنطقة المحيطة بهاربين كانت ما تزال تحت سيطرة المليشيات المناهضة لليابان تحت قيادة الجنرالات تينغ شاو ولي دو وفينغ زهانهاي وآخرين.
وفي ذات الوقت، في موكدين، شُكلت «اللجنة الإدارية الشمالية الشرقية» أو مجلس توجيه الحكم الذاتي في العاشر من نوفمبر تحت قيادة يو تشونغ هان، وهو رجل دولة كبير بارز في حكومة تشانغ شويليانغ، الذي فضل استقلال مانشوريا. بعد ما هزم اليابانيون الجنرال ما زهانشان واحتلوا تسيتسيهار في التاسع عشر من نوفمبر 1931، أسِست جمعية حكم ذاتي محلية في مقاطعة هيلونغكيانغ ونُصب الجنرال شانغ شينغ هوي حاكمًا للمقاطعة في الأول من يناير عام 1932.
بعد سقوط شينشو، أحرزت حركة الاستقلال تقدمًا سريعًا في شمال مانشوريا، حيث كان الجنرال دويهارا رئيسًا للخدمات الخاصة في هاربين. وافق الجنرال شانغ شينغ هوي، بعد علمه بالهزيمة التي تلقاها الماريشال زهانغ شويليانغ، على طلب مجلس توجيه الحكم الذاتي وأعلن استقلال مقاطعة هيلونغكيانغ في السابع من يناير 1932. بعد أن طرد اليابانيون الجنرال ما زهانشان من تسيتسيهار في حملة جيانغكاو، تراجع زهانشان مع قواته المنهكة والمهزومة عن الشمال الشرقي وأنشأ عاصمته في هايلون. حاول هناك الاستمرار بحكم مقاطعة هيليونغجيانغ. بدأ العقيد كينجي دويهارا مفاوضات مع الجنرال ما من مكتبه للخدمات الخاصة في هاربين، آملًا أن يضمه إلى دولة مانشوكو التي يُؤسسها اليابانيون. استمر ما بالتفاوض مع دويهارا بينما استمر بدعم الجنرال تينغ شاو.

## المقاومة المبكرة: المليشيات والأخويات وقطاع الطرق
ساعد نجاح اليابانيين في التدمير السريع لحكومة زهانغ شويليانغ في المنطقة على ظهور المقاومة الصينية للاحتلال الياباني لمانشوريا في شكل مليشيات مدنية وأخويات فلاحية وعصابات قطاع طرق. رُكزت معظم قوة جيش كوانتونغ خلال نوفمبر 1931 ضد الجنرال ما زانكانغ في الشمال الأوسط لهيلونغكيانغ، وفي ديسمبر وبدايات يناير ضد الجيش المتبقي للجنرال زهانغ شويليانغ في شينشو في الجنوب الغربي لمقاطعة لياونينغ. بعيدًا عن الحاميات البايانية في المدن وعلى طول السكك الحديدية، احتشدت وحدات المقاومة علنًا وكانت خالية نسبيًا من المضايقات في نهايات عام 1931 وبدايات عام 1932.

### المليشيات
أدى الوضع الحدودي لمانشوريا، بوجود قطاع الطرق المتوطنين ونشاطات أمراء الحرب المعارضين، بالشخصيات المدنية القيادية وسلطات القرى إلى تشكيل مليشيات خاصة لحماية أملاكهم وأراضيهم حتى قبل غزو اليابان لمانشوريا. بعد بدء الاحتلال الياباني، أصبحت هذه الميليشيات عصابات حزبية، وغالبًا ما عُرفت باسم أصحاب الملابس المدنية بسبب افتقارهم للزي الرسمي، وابتدعوا لأنفسهم أسماءً مختلفة، مثل «ميليشيا الحماية الذاتية» أو «مليشيا المناهضين لليابان» أو «المتطوعون الصينيون». كانت إحدى أوائل القوات التي تشكلت تُسمى «ميليشيا المواطنين الشجعان» إذ أنشئت بحلول نوفمبر 1931 بالقرب من ميناء مصب شينشو. تعمل هذه الميليشيات بشكل أساسي في جنوب فينغتين، حيث يقطن نصف سكان مانشوريا وأعلى نسبة من الهان الصينيين. أصبحت فينغتين تحت السيطرة اليابانية مباشرةً، حيث تقع معظم المراكز السكانية وعاصمتها موكدين على طول مسارات سكة حديد مانشوريا الجنوبية في منطقة إس إم آر؛ المنطقة التي كانت تحرسها قوات جيش كوانتونج منذ فترة طويلة قبل النزاع.

### الأخويات الفلاحية
كانت الأخويات الفلاحية شكلاً تقليديًا من أشكال الحماية المتبادلة بين الملاك الصغار الصينيين والمزارعين المستأجرين. أتت موجات من المهاجرين الهاربين من حروب عصر أمراء الحرب التي اجتاحت شمال ووسط الصين إلى منشوريا منذ عام 1926 بمعدل مليون شخص في السنة. شملت هذه الموجات العديد من الفلاحين الذين ينتمون إلى الأخويتين السائدتين في ذلك الوقت، جمعية الرمح الأحمر وجمعية السيوف الكبيرة، ساعدت الاخويتين المهاجرين في تأسيس أنفسهم وتوفير الحماية لهم ضد قطاع الطرق والملاك الجشعين.
كانت جمعية الرمح الأحمر الأقوى في المناطق النائية من فينغتين والريف المحيط بهاربين. سادت جمعية السيوف الكبيرة في جنوب شرق كيرين والأجزاء المجاورة من فينغتين. في عام 1927، قادت جمعية السيوف الكبيرة انتفاضة نجمت عن انهيار العملة الورقية السائدة في فينغ بياو. خلال التمرد، كسبت جمعية السيوف الكبيرة احترام الفلاحين لأنها لم تؤذي الناس العاديين أو تنهبهم، لكنها قاومت مسؤولي أمير الحرب تشانغ زولين.
بعد الغزو الياباني، سببت جمعية السيوف الكبيرة اضطرابًا في منطقة شينتاو في جنوب شرق فينغتين على طول الحدود الكورية، وثارت بشكل جماعي ردًا على إعلان مانشوكو في 9 مارس 1932. أصبحت جمعية السيوف الكبيرة المكون الرئيسي للمقاومة الحزبية في هذا المنطقة، مشكلةً علاقات حرة مع الجيوش التطوعية المناهضة لليابان. ترأس قائد قطاع الطرق لاو باي فانغ عدة فرق من جمعية السيوف الكبيرة في غرب فينغتين. تحالفت جمعية السيوف الكبيرة في جنوب شرق كيرين مع وانغ ديلين، ونظم الجنرال فنغ زهانهاي ودرب فيلق السيف الكبير المكون من 4000 رجل.
كانت مجموعات جمعية الرمح الأحمر أكثر انتشارًا. شكل أعضاء الجمعية مراكز مقاومة مهمة مع انتشار الحرب في الريف. هاجمت الرماح الحمراء بشكل متكرر منطقة إس إم آر من منطقتي هسينلينتون وتونغفينغ، بالقرب من مناجم الفحم في موكدين وفوشون. قاد الرماح الحمراء ضابط شاب في جيش فينغتين هو تانغ جيو. أظهرت وحدات جمعية الرمح الأحمر قوة بقاء استثنائية في هذه المنطقة؛ بعد مرور قرابة عامين على حادثة موكدين، اقتحمت مجموعة من ألف عضو من الرمح الأحمر محافظة تونغفينغ بالقرب من موكدين في 3 يونيو 1933، بعد فترة طويلة من هزيمة جيوش المتطوعين الكبيرة.
ومع ذلك، كانت جمعية الرمح الأحمر وجمعية السيوف الكبيرة مؤلفة إلى حد كبير من فلاحين غير متعلمين ومدربين تدريباً سيئاً، وكان لهم سمات تقليدية وشبه دينية. وضع أعضاء الأخويات إيمانهم في السحر الريفي اعتقادهم بالمكافأة السماوية للشخصية الصالحة. ادعى أعضاء جمعية السيوف الكبيرة أن رقياتهم جعلتهم محصنين ضد الرصاص. كانت جماعات الرمح الأحمر في كثير من الحالات يقودها رهبان بوذيون أثناء المعارك، بملابسهم وأسلحتهم المزينة بنقوش سحرية مماثلة لتلك الموجودة في جمعية بوكسر السابقة.